# ヘンリー・フィップス (初代マルグレイヴ伯爵)
初代マルグレイヴ伯爵ヘンリー・フィップス（英: Henry Phipps, 1st Earl of Mulgrave、1755年2月14日 - 1831年4月7日）は、イギリスの貴族、軍人、政治家。バス勲章ナイト・グランド・クロス勲爵士（GCB）、枢密顧問官（PC）。軍人としての最終階級は陸軍大将。
ウィリアム・ピット (小ピット) の下で外務大臣を務めた他、小ピット没後のトーリー党政権でも閣僚を歴任した。
1792年に襲爵して第3代マルグレイヴ男爵となり、1812年に初代マルグレイヴ伯爵へ叙された。

## 経歴
初代マルグレイヴ男爵コンスタンティン・フィップスと、第2代ハーヴィー男爵ジョン・ハーヴィーの長女 Lepell の間に三男として生まれる。1767年から1771年までイートン・カレッジで、1772年にはミドル・テンプルで教育を受ける。
1775年に第1近衛歩兵連隊へ少尉（Ensign; エンスン）として入隊し、1778年に中尉（ルテナント）のち大尉、1779年に第85歩兵連隊へ転属して少佐、1780年には第88歩兵連隊へ転じ中佐へ昇進し、1782年にさらに第45歩兵連隊へ異動した。第1近衛歩兵連隊所属時にはアメリカ独立戦争のためジャマイカをはじめとする西インド諸島へ従軍したほか、オランダへの派遣も経験している。
1783年には第1近衛歩兵連隊の大尉へ戻るがのち中佐へ復帰し、1790年に名誉進級の大佐（Brevet Colonel）、1793年に大佐（第31歩兵連隊隊長）のち准将、1794年に少将へ昇進。1796年にはスカーバラ城城主に任じられ、1801年には中将、1809年には大将まで昇進した
政界では1784年から1790年までデヴォン州トットネス選挙区選出の、1790年から叙爵する1794年までヨークシャー州スカーブラ選挙区選出の庶民院議員。議員としては概ね内政・外交とも小ピットの政策を支持しており、小ピットからも軍事面での助言者として重視されていたが、小ピットが目指す議会改革と奴隷貿易廃止については賛成しなかった。1792年に兄の第2代マルグレイヴ男爵コンスタンティン・フィップスからアイルランド貴族のマルグレイヴ男爵位を相続した。1794年8月13日に改めてグレートブリテン貴族のマルグレイヴ男爵に叙され、貴族院へ移った。
1804年に発足した第2次小ピット内閣でランカスター公領大臣として初入閣。翌1805年には外務省庁舎崩落事故で負傷した初代ハーロウビー伯爵ダッドリー・ライダーの後任として外務大臣へ転じる。
外務大臣のポストはマルグレイヴには力不足だと考えられており、トマス・グレンヴィルは初代バッキンガム侯爵ジョージ・ニュージェント＝テンプル＝グレンヴィルへ「6月に帰国予定のウェルズリー卿までのつなぎだろう」と書き送っている。しかし彼は論戦の才能を発揮し、小ピットの第三次対仏大同盟結成に貢献した。
小ピットが1806年に急死すると、他の腹心たちと同様に下野した。続いてホイッグ党の初代グレンヴィル男爵ウィリアム・グレンヴィルが首相となったが、グレンヴィル男爵内閣は1807年には早くも倒れ、トーリー党が政権を奪還した。

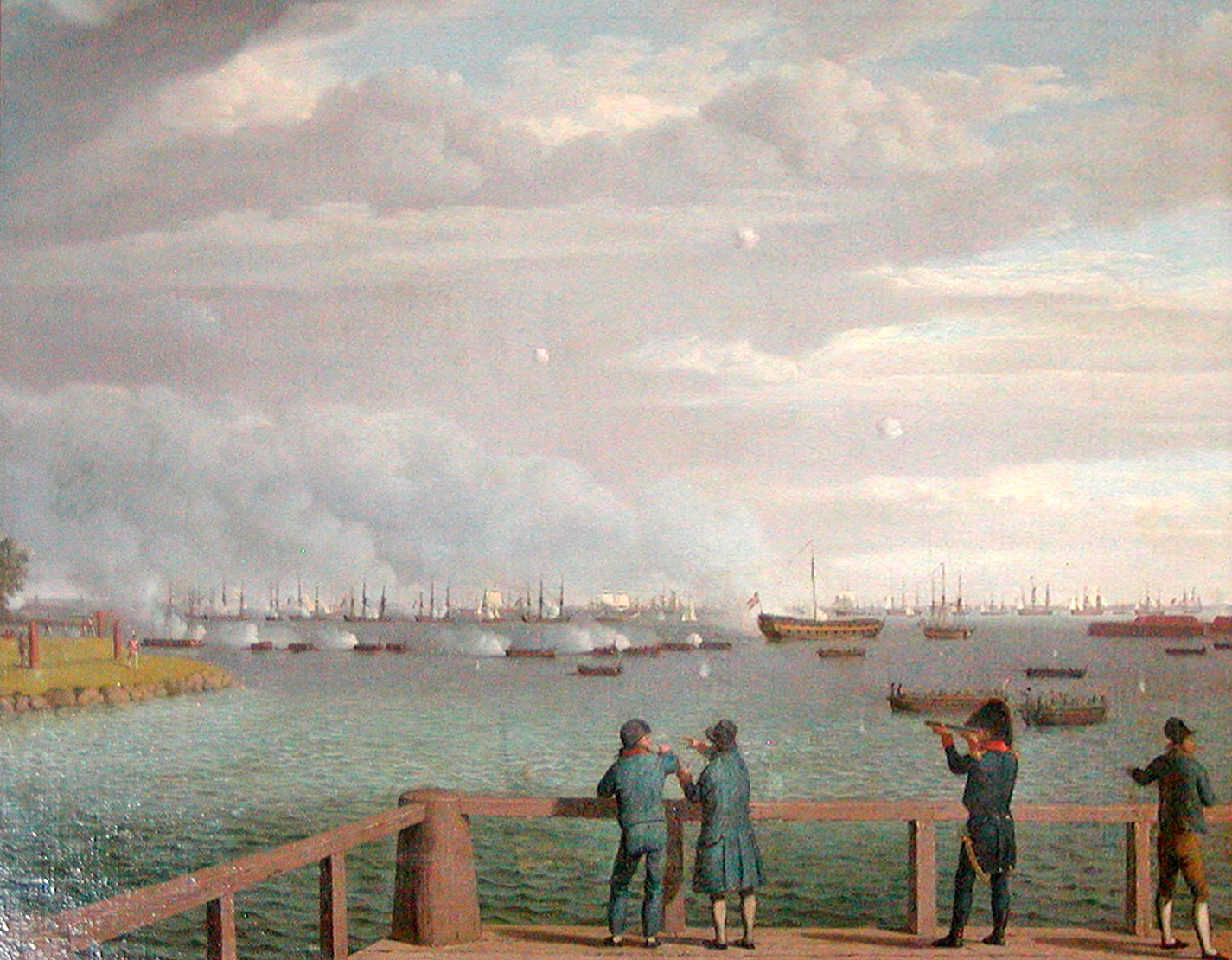
クリストファー・ウィルヘルム・エッカースベルグが描いた第二次コペンハーゲンの海戦

第3代ポートランド公爵ウィリアム・キャヴェンディッシュ＝ベンティンクと次のスペンサー・パーシヴァルの下で海軍大臣（First Lord of the Admiralty; 海軍本部委員会第一委員）として再入閣した。マルグレイヴが海軍大臣に就任していた期間に、イギリス海軍のデンマーク遠征（1807年）・ワルヘレン島遠征（1809年）・初代コリングウッド男爵カスバート・コリングウッドの地中海作戦が行われている。
デンマーク遠征は1801年のコペンハーゲンの海戦と同様ナポレオン寄りなデンマークがバルト海を封鎖するのを防ぐために実施され、イギリス海軍は第二次コペンハーゲンの海戦でデンマーク＝ノルウェー海軍に完勝した。一方ワルヘレン島遠征は第五次対仏大同盟を組むオーストリア帝国をフランス帝国の背後から支援すべくネーデルラントのワルヘレン島へ兵士を派遣したものだったが、オーストリアが早々に降伏した上にマラリアが蔓延し、イギリスは大量の戦病死者を出して撤退することとなった。マルグレイヴは「逆風と悪天候」によると釈明した。
1810年にマルグレイヴは健康悪化を理由に海軍大臣を辞したが、兵站総監（英語: Master-General of the Ordnance）へ転じて内閣に留まった。このころから登院して審議に参加することはほとんどなくなったものの、パーシヴァルの暗殺を受けて発足した第2代リヴァプール伯爵ロバート・ジェンキンソンの内閣でも兵站総監に留任した。1819年に兵站総監を初代ウェリントン公爵アーサー・ウェルズリーに譲って無任所大臣となり、1820年に政界から引退した。
1831年4月7日にヨークシャー州にあった自邸で死去した。

## 評価
マルグレイヴは赫赫たる業績こそないものの、政治家としても軍人としても優れた才能を持っていたと評されている。彼からパトロネージを受けていた画家・作家のベンジャミン・ヘイドンは、マルグレイヴが半島戦争初期の時点でアーサー・ウェルズリーの能力を見抜き、「彼は第2のマールバラになるだろう」と予測したことを記している。

## 家族
1795年10月20日にマーサ・ソフィア・メイリングと結婚した。妻との間に四男五女をもうけ、そのうち4男1女が成人した。
- オナラブル・コンスタンティン・ヘンリー・フィップス （1797年 - 1863年） - 第2代マルグレイヴ伯爵、初代ノーマンビー侯爵。王璽尚書、アイルランド総督、陸軍・植民地大臣。
- オナラブル・チャールズ・ボーモント・フィップス（英語版） （1801年 - 1866年） - 陸軍大佐。国王手許金会計長官。
- オナラブル・エドマンド・フィップス （1808年 - 1857年） - 弁護士。
- オナラブル・オーガスタス・フレデリック・フィップス師 （1809年 - 1896年） - イーリー大聖堂名誉参事。

マルグレイヴ伯爵夫人マーサは1849年に死去した。

## 栄典

### 爵位
- 1792年10月10日 - 第3代マルグレイヴ男爵 （アイルランド貴族）
- 1794年8月13日 - 初代マルグレイヴ男爵 （グレートブリテン貴族）[8]
- 1812年9月7日 - 初代マルグレイヴ伯爵（英語版）、初代ノーマンビー子爵 （連合王国貴族）

### 勲位・名誉職
- 1804年6月6日 - 枢密顧問官 （PC）
- 1807年〜1824年 - イースト・ライディング・オブ・ヨークシャー州統監（英語版）
- 1820年 - バス勲章ナイト・グランド・クロス勲爵士 （GCB）

### 註釈
1. ↑  コンスタンティンはアイルランド貴族の第2代マルグレイヴ男爵とグレートブリテン貴族の初代マルグレイヴ男爵の二つの爵位を持っており、後者の権利によって貴族院議員となっていた。イギリスの爵位は叙爵状で特に規定がなければ初代の直系子孫へ相続されるので、ヘンリーが継承したのは前者のみであった。